# Kanton Quettehou
Der Kanton Quettehou war von 1790 bis 2015 ein französischer Wahlkreis im Arrondissement Cherbourg, im Département Manche und in der Region Basse-Normandie. Sein Hauptort war Quettehou.
Der Kanton Quettehou hatte am 1. Januar 2012 9.053 Einwohner.

## Gemeinden
Der Kanton bestand aus 16 Gemeinden:
| Gemeinde              | Einwohner Jahr | Fläche km² | Bevölkerungsdichte | Code INSEE | Postleitzahl |
| --------------------- | -------------- | ---------- | ------------------ | ---------- | ------------ |
| Anneville-en-Saire    | 389 (2013)     | –          | – Einw./km²        | 50013      | 50760        |
| Aumeville-Lestre      | 136 (2013)     | –          | – Einw./km²        | 50022      | 50630        |
| Barfleur              | 621 (2013)     | –          | – Einw./km²        | 50030      | 50760        |
| Crasville             | 262 (2013)     | –          | – Einw./km²        | 50150      | 50630        |
| Montfarville          | 800 (2013)     | –          | – Einw./km²        | 50342      | 50760        |
| Morsalines            | 201 (2013)     | –          | – Einw./km²        | 50358      | 50630        |
| Octeville-l’Avenel    | 202 (2013)     | –          | – Einw./km²        | 50384      | 50630        |
| La Pernelle           | 248 (2013)     | –          | – Einw./km²        | 50395      | 50630        |
| Quettehou             | 1.586 (2013)   | –          | – Einw./km²        | 50417      | 50630        |
| Réville               | 1.173 (2013)   | –          | – Einw./km²        | 50433      | 50760        |
| Sainte-Geneviève      | 318 (2013)     | –          | – Einw./km²        | 50469      | 50760        |
| Saint-Vaast-la-Hougue | 1.896 (2013)   | –          | – Einw./km²        | 50562      | 50550        |
| Teurthéville-Bocage   | 601 (2013)     | –          | – Einw./km²        | 50593      | 50630        |
| Valcanville           | 382 (2013)     | –          | – Einw./km²        | 50613      | 50760        |
| Le Vicel              | 139 (2013)     | –          | – Einw./km²        | 50633      | 50760        |
| Videcosville          | 85 (2013)      | –          | – Einw./km²        | 50634      | 50630        |